# Ivernel
Ivernel is een in 1963 opgericht champagnehuis. Het is gevestigd in Ay. De familie Ivernel woonde er vanaf 1400 maar ging pas in 1955 in champagne handelen. Het in 1963 gestichte huis werd in 1989 aan Gosset verkocht. Sindsdien is Ivernel het tweede merk van Gosset. Het wordt sinds 1983 geleid door Béatrice Cointreau.
Het huis heeft nooit eigen wijngaarden bezeten maar kocht de druiven van de boeren in het champagnegebied.
De Ivernel Champagne Brut Prestige is de Brut Sans Année van het huis. Het is een blend van 30% chardonnay, 55% pinot noir en 15% meunier. Het huis produceert ook een brut Rosé Champagne. Er worden 50.000 flessen per jaargang geproduceerd.